# Scapanorhynchus
Scapanorhynchus is een geslacht van uitgestorven haaien dat leefde in het Krijt en wereldwijd was vertegenwoordigd. De naam en beschrijving van de typesoort Rhinognathus lewisii werden in 1887 door James William Davis gepubliceerd. De wetenschappelijke naam van het geslacht werd in 1889 voorgesteld door Arthur Smith Woodward. Scapanorhynchus was een van de eerste primitieve Neoselachia en vertoonde al enkele basiskenmerken van de groep, bijvoorbeeld de wervelkolom gestabiliseerd door calciumopslag. Anders wordt hij als een nogal atypische vertegenwoordiger beschouwd.

## Kenmerken
Dit vijftig centimeter lange geslacht behoorde tot de eerste 'recente' haaien, de Odontaspidida, met een sterk verlengde, afgeplatte snuit, en tanden die geschikt waren voor het verscheuren van grote prooien.
Deze carnivoren bewogen zich door het water met een golvende beweging van het lichaam, zoals moderne haaien doen. De bek kon extra ver worden geopend, hetgeen mogelijk werd gemaakt door een gewricht tussen de bovenkaak en de schedel. De dieren bezaten grote hersenen; in het bijzonder de lobben die in verband staan met het reukzintuig waren hoog ontwikkeld. Daarnaast had Scapanorhynchus een opvallend lange, sterk asymmetrische staartvin.

## Leefwijze
Men kan conclusies trekken over de manier van leven van Scapanorhynchus, vooral in vergelijking met verwante geslachten, in het speciale geval tot de recente en zeer nauw verwante koboldhaai. Daarom wordt aangenomen dat Scapanorhynchus een diepzeejager was die - herkenbaar aan de vorm van zijn tanden - op kleinere vissen jaagde. Het dieet bestond uit schaaldieren, mosselen en kleine vissen. 

## Systematiek
Scapanorhynchus vertoont een ongewone gelijkenis met de recente koboldhaai (Mitsukurina owstoni) en wordt daarom ook in dezelfde familie van Mitsukurinidae geplaatst. Sommige wetenschappers zien zelfs genoeg overeenkomsten om beide geslachten te verenigen, waarbij het eerste gevestigde geslacht Scapanorhynchus voorrang heeft volgens de regels van de nomenclatuur en de koboldhaai zou daarin worden geclassificeerd. Deze taxonomische herverdeling staat ter discussie, maar wordt nog niet algemeen erkend.
In feite zijn de overeenkomsten die de twee haaien met elkaar hebben verrassend. Scapanorhynchus verschilt alleen van zijn hedendaagse levende verwant in de vorm van zijn vinnen, die taps toelopen en, in het geval van de staartvin langer zijn. Er is ook een duidelijk verschil in grootte. Terwijl Scapanorhynchus slechts ongeveer een halve meter lang is, bereiken koboldhaaien een lengte van bijna vier meter.

## Fossiele vondsten
Fossiele vondsten, meestal tanden, komen uit alle continenten met uitzondering van Zuid-Amerika en Antarctica. Het geslacht werd vaak gevonden in de Verenigde Staten, Noord-Afrika en Europa.